# Papilio polytes
Papilio polytes is een vlinder uit de familie van de pages (Papilionidae). De wetenschappelijke naam is gepubliceerd in 1758 door Carl Linnaeus in de tiende editie van Systema naturae.

## Kenmerken
Vrouwtjes kunnen twee verschillende tekeningen hebben: sommige lijken op mannetjes, andere lijken op giftige vlinders van het geslacht Pachliopta, een geval van mimicry.

## Verspreiding en leefgebied
Deze vlindersoort komt voor van India tot China en Indonesië.

## Waardplanten
De waardplanten behoren tot de wijnruitfamilie (Rutaceae).

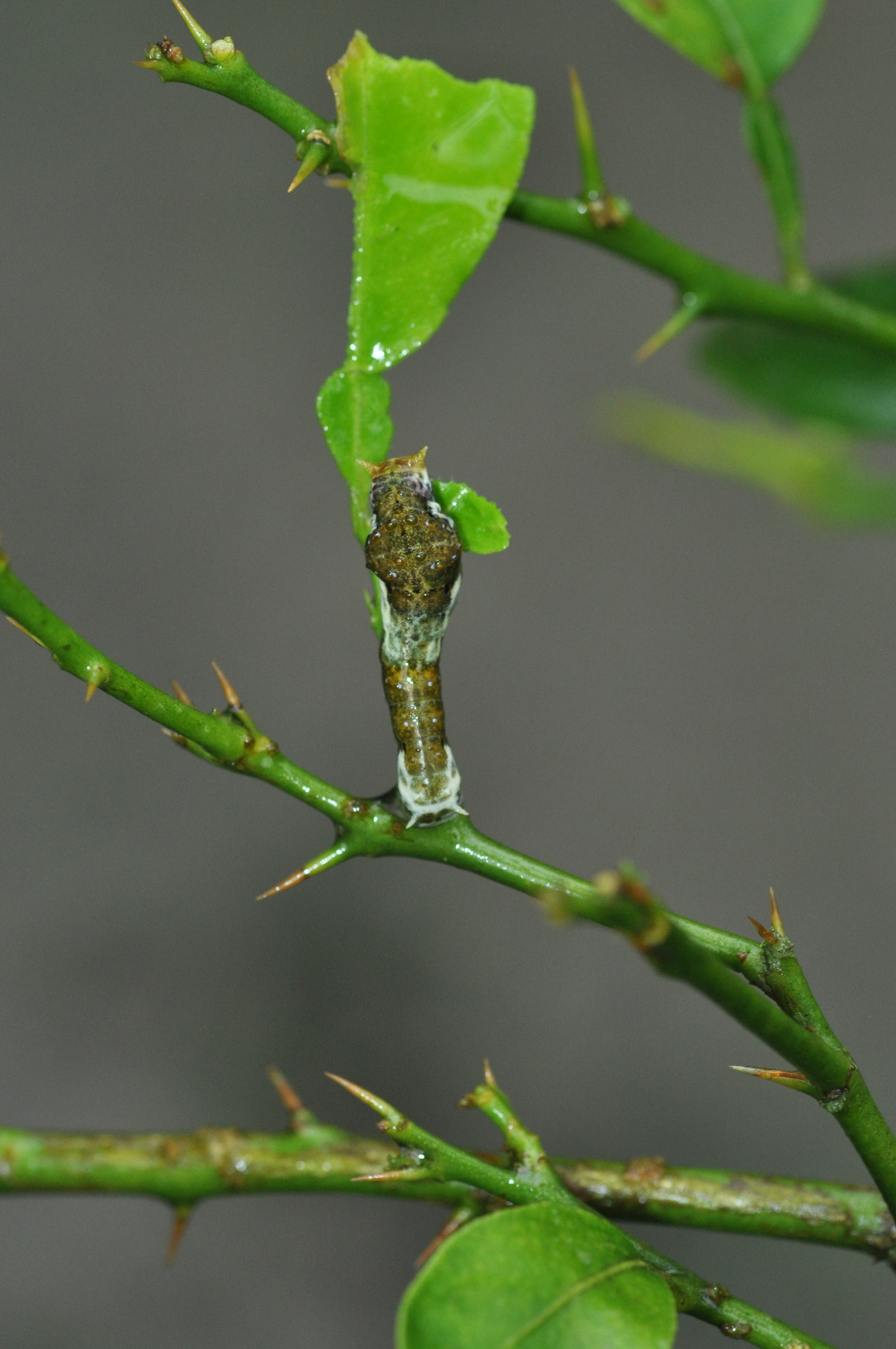
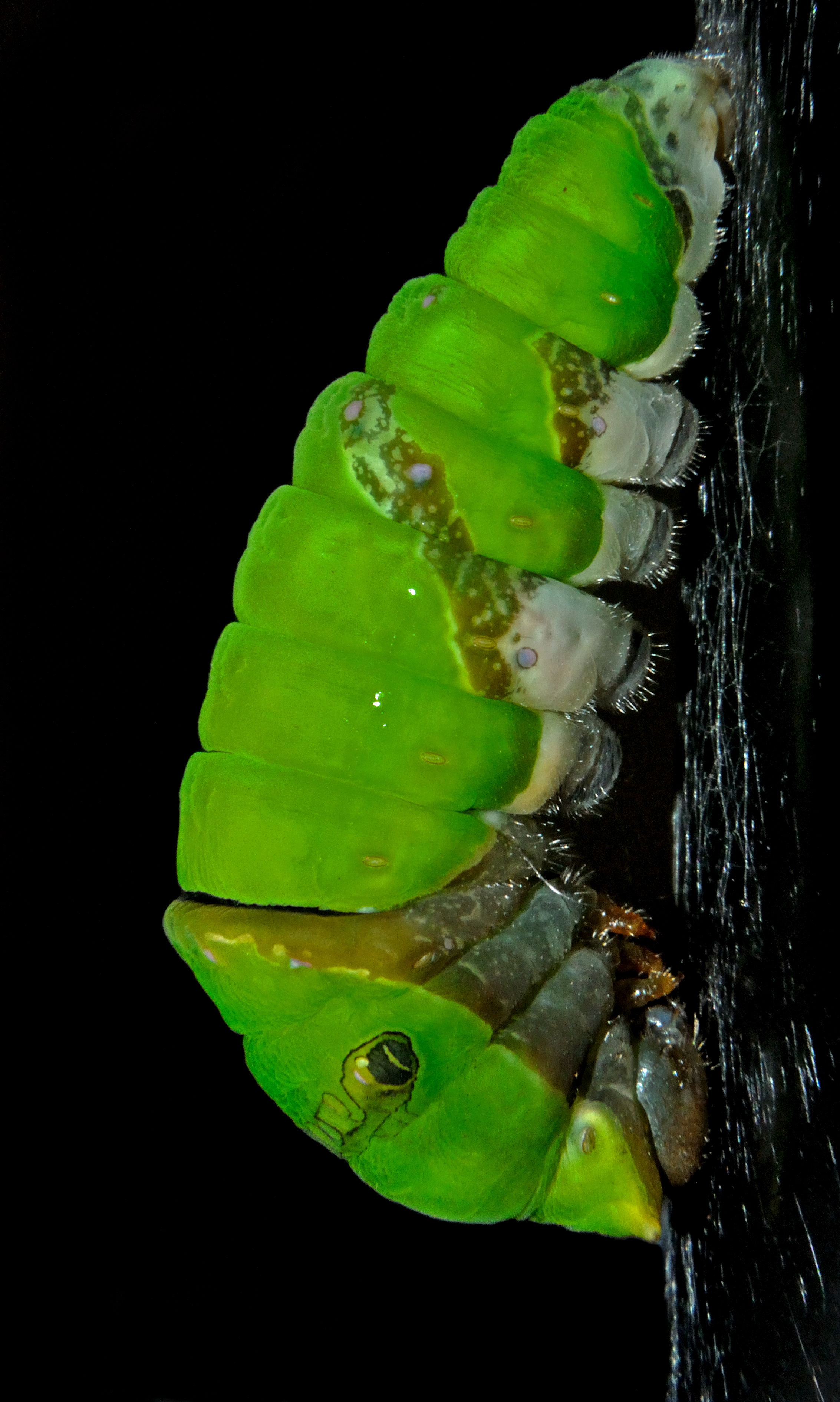
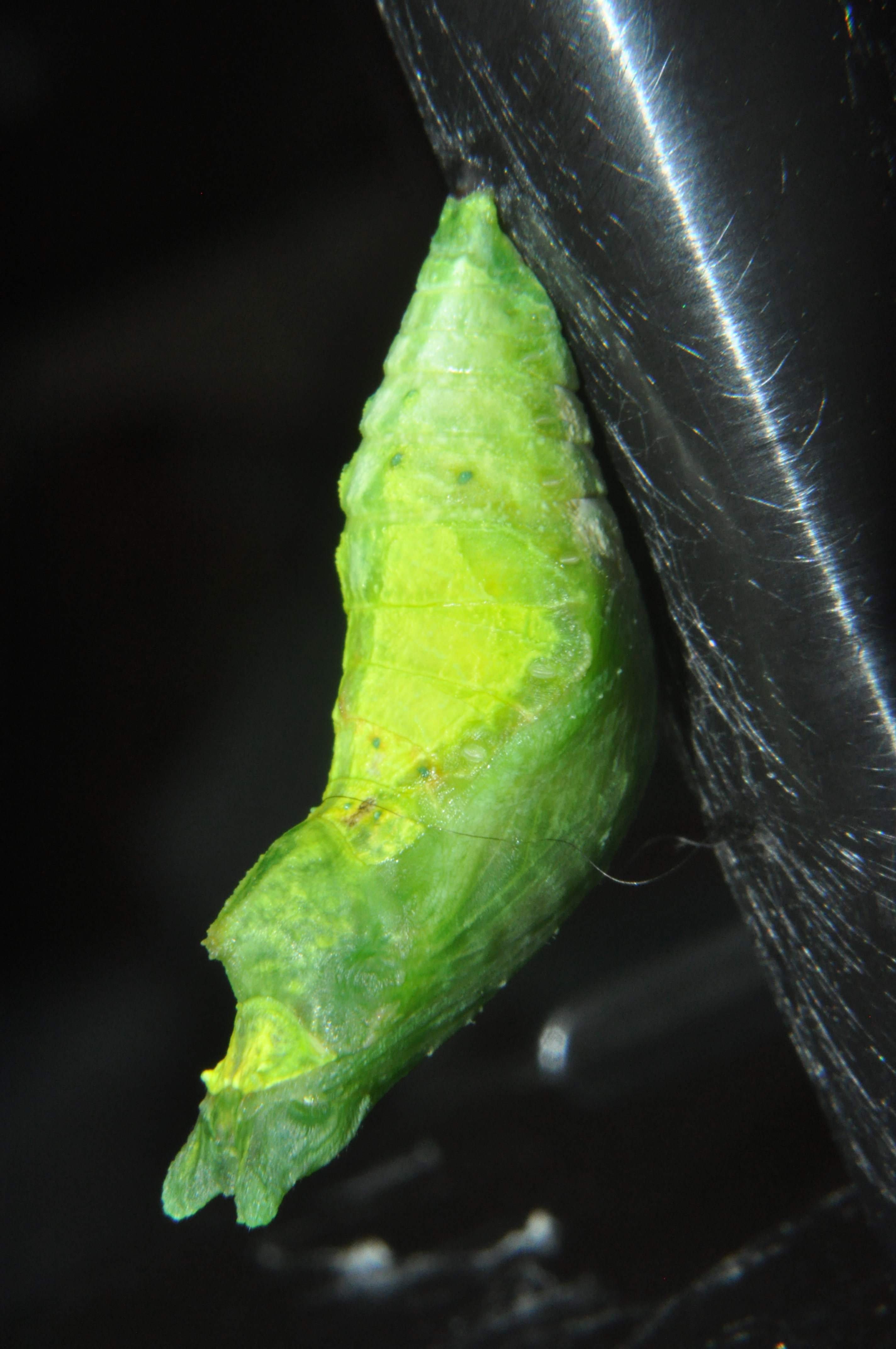